# Острів Жохова
О́стрів Жо́хова (рос. Остров Жохова, якут. Жохов арыыта) — невеликий острів у Східно-Сибірському морі, є частиною островів Де-Лонга в складі Новосибірських островів. Територіально відноситься до Республіки Саха, Росія.
Площа острова становить 58 км². Висота до 123 м в центрі; окрім того на півночі є гора, яка різко виділяється проти всього рельєфу острова — Конусна (121 м).
Острів має п'ятикутну форму з розширеним північним краєм. При цьому кути утворені мисами: на заході — мис Західний, на північному заході — мис Високий, на північному сході — мис Галечний та на південному сході — мис Таймир.
Острів складається із базальту. На північному сході та на півдні є невеликі озера-лагуни. Багато струмків. Вкритий тундрою.
На північному сході знаходиться астрономічна станція (з 1955).
Острів відкритий російською полярною експедицією в 1914 році і названий Новопашенний. Сучасну назву отримав на честь О.А.Жохова в 1926 році.